# Palermo (Maine)
Palermo – miasto w Stanach Zjednoczonych, w stanie Maine, w hrabstwie Waldo.